# Алесь Адамович
Але́сь Адамо́вич (повне ім'я та прізвище: Алякса́ндар Міха́йлавич Адамо́вич; 3 вересня 1927, Мінська область, Білорусь — 26 січня 1994 року, Москва, Росія) — білоруський радянський письменник і критик, професор і член-кореспондент академії наук Білорусі, доктор філософії в галузі філології; член Верховної Ради СРСР (1989-92).
Друкувався як критик (з 1953), прозаїк (з 1960) і публіцист. Твори Адамовича перекладені 21 мовою. Неодноразово друкувався в «Літературній газеті» газеті «Московские новости» журналах «Питання літератури», «Знамя», «Новий світ», «Дружба народів», «Грані».

## Біографія
Народився 3 вересня 1927 в сім'ї службовців. Мати під час Другої світової війни, рятуючи сина від вигнання до Німеччини, в шкільному свідоцтві виправила дату його народження на більш пізню. Під час окупації воював у партизанському загоні.
Починаючи з 1944 року відновив свою освіту. Після війни навчався в Леніногорського гірничо-металургійному технікумі. Закінчив філологічний факультет Білоруського державного університету (1950) аспірантуру (1953), московські Вищі дворічні курси сценаристів і режисерів (1964). Починаючи з 1950-х років, у Мінську, Адамович працював в області філології та літературної критики; а пізніше і в кінематографі. У 1954—1962 працював в Інституті літератури ім. Я. Купали АН БРСР. Доктор філологічних наук (1962). У 1962—1966 викладав в МДУ курс білоруської літератури, був усунений від викладання за відмову підписати лист із засудженням Ю. Даніеля і А. Синявського. З 1967 по 1987 рік знову працював в Інституті літератури ім. Я. Купали АН БРСР (з 1976 — завідувач сектора). Був членом Спілки письменників СРСР з 1957 року У 1976 році був відзначений Державною премією Білорусі в галузі літератури за Хатинь. З 1986 року жив і працював у Москві. У 1987—1994 — директор Всесоюзного НДІ кінематографії. 
Помер від другого інфаркту. Похований у міському селищі Глуша Бобруйського району Могильовської області.

## Громадська діяльність
Після Чорнобильської аварії в 1986 році, коли Білорусь постраждала чи не найбільше, Адамович почав активно поширювати факти про катастрофу серед радянської керівної еліти.
У 1989—1991 — народний депутат СРСР від Спілки кінематографістів СРСР, входив до Міжрегіональної депутатської групи. Активно підтримував створення Білоруського Народного Фронту і його ініціативи. Був співголовою громадської ради історико-просвітницького товариства «Меморіал» (з 1989) членом бюро клубу «Московська трибуна» (з 1989), членом Координаційної ради руху «Апрель» (з 1990). У 1989—1992 — Співголова Міжнародного фонду «Допомога жертвам Чорнобиля». Підписав «Лист 42-х». Помер 26 січня 1994 одразу після виступу у Верховному Суді РФ з промовою на захист майнових прав Спілки письменників і Літфонду.
Творчі спілки: Член Спілки письменників СРСР з 1957 року, в 1986—1991  роках — член правління, в серпні 1991 року — секретар правління, у вересні 1991—1992  роки — співголова правління.
Член Спілки журналістів СРСР з 1967 року.
Член Спілки кінематографістів СРСР з 1977 року.
Заступник голови Комісії СРСР у справах ЮНЕСКО (1987).
Входив до редколегії журналів «Неман», «Фенікс — ХХ» громадський редакційної ради альманаху «Детектив і політика».

## Нагороди та премії
- Орден Вітчизняної війни 2-го ступеня
- Орден Трудового Червоного Прапора
- Орден Знак Пошани
- Медаль «Партизанові Вітчизняної війни» 2-го ступеня
- Медаль «За перемогу над Німеччиною у Великій Вітчизняній війні 1941—1945 рр.»

## Праці

### Художня проза
- «Партизани», роман-дилогія (частина 1 - «Війна під стріхами», 1960; частина 2 - «Сини йдуть до бою», 1963);
- «Остання відпустка» (1969), повість із життя радянської наукової інтелігенції;
- «Я з вогненного села…» (1975; спільно з Я. Брилем та В. Колесником), повість;
- «Хатинська повість» (1971);
- «Карателі, або Життєпис гіпербореїв» (1980), повість;
- «Блокадна книга» (1977-1981; спільно з Д. Ґраніним);
- «Остання пастораль» (1987), антивоєнна лірико-драматична повість-застереження.

Фантастика у творчості Адамовича
Вже в воєнній повісті Адамовича «Карателі» (1980) з'являються епізоди символіко-фантастичного плану. Під час роботи на сесії Генеральної Асамблеї ООН в складі білоруської делегації (у 1982 році) письменник почав роман «Остання пастораль» (1987—1989), що залишився єдиним суто фантастичним твором письменника, філософську притчу про світ після катастрофи (ядерної війни); троє героїв вижили — російський офіцер, американець і дівчина з неназваної європейської країни — виявляються в «локальному раю» (на острові, що не піддається радіації) заново розігруючи біблійний сюжет про гріхопадіння.

### Критика
А. Адамович — автор літературознавчих і критичних праць:
- «Шлях до майстерності: становлення мистецького стилю К. Чорного» («Шлях да майстэрства: станаўленне мастацкага стылю К. Чорнага»; 1958);
- «Білоруський роман» («Беларускі раман»; 1961);
- «Становлення жанру» («Становление жанра», російською мовою; 1964);
- «Горизонти білоруської прози» («Горизонты белорусской прозы», російською мовою; 1974) та ін.
- «Проблеми з новим мисленням» («Problems with the New Way of Thinking»)(англ.) [Архівовано 24 грудня 2014 у Wayback Machine.].

### Сценарії
- Іди і дивись, у співпраці з Елем Климов (Іди і дивись, 1985).
- Франц + Поліна, 2006

## Переклади українською мовою
- Адамович А. Хатинська повість / перекл. з білор. Г. Ігнатенко; худож. В. Лужин — К. : Дніпро, 1973 — 176 с. (серія «Романи й повісті». № 6/1973);
- Адамович, А. Хатинська повість / перекл. з білор. Г. Ігнатенко — К. : Радянський письменник, 1974;
- Адамович А., Бриль Я. ,Колесник В. «Я з вогняного села...» : повість / авториз. пер. з білор. М. Львович[7] — К. : Дніпро, 1977 — 404 с.